# Pseudomys oralis
Il topo australiano del fiume Hastings (Pseudomys oralis  Thomas, 1921) è un roditore della famiglia dei Muridi endemico dell'Australia

## Descrizione
Roditore di medie dimensioni, con la lunghezza della testa e del corpo tra 125 e 165 mm, la lunghezza della coda tra 120 e 160 mm, la lunghezza del piede tra 28 e 34 mm, la lunghezza delle orecchie tra 16 e 22 mm e un peso fino a 100 g.

La pelliccia è lunga e soffice. Le parti superiori sono grigio-brunastre. Le parti ventrali sono bianche. La coda è più corta della testa e del corpo, marrone sopra, color crema sotto. Sono presenti 13 anelli di scaglie, corredata ciascuna da 3 peli.

## Biologia

### Comportamento
Costruisce i nidi negli alberi caduti ed in altre cavità.

### Alimentazione
Si nutre principalmente di sem e foglie in estate, steli d'erba durante l'inverno. Talvolta si ciba anche di funghi, fiori ed artropodi.

### Riproduzione
La riproduzione avviene tra agosto e marzo. Le femmine danno alla luce 2-4 piccoli per almeno tre volte durante la stagione riproduttiva.

## Distribuzione e habitat
Questa specie è diffusa dal Queensland settentrionale al Nuovo Galles del Sud.
Vive nelle savane alberate e talvolta in foreste disboscate tra i 300 e 1.250 metri di altitudine.

## Conservazione
La IUCN Red List, considerato che il numero stimato di individui maturi è inferiore a 10.000, e in diminuzione, classifica P.oralis come specie vulnerabile (VU).